# Synema riflense
Synema riflense es una especie de araña cangrejo del género Synema, familia Thomisidae, orden Araneae.

## Distribución
Esta especie se encuentra en Sudáfrica.

## Taxonomía
Fue descrita por Strand en 1909.
Tratamiento taxonómico
La especie aparece registrada y publicada en Spinnentiere von Südafrika und einigen Inseln gesammelt bei der deutschen Südpolar-Expedition. in: Deutsche Südpolar–Expedition 1901–1905. Berlin 10(5): 541–596.